# 君長
君長是越国后期以及闽越和瓯越臣服秦朝时期君主的称呼。

## 簡介
越王无彊死后，其子之侯自立为君长。之侯的儿子尊和尊的儿子亲，在位时也称君长。
前222年，秦国平定楚國和越國舊地後，就進入了今浙江南部和福建，征服了當地的越人政權。秦朝废除越王無諸的王号，降为「君長」，以其地屬閩中郡，但秦的控制點相當少，郡中幾乎沒有設縣。史書無記載閩中郡的廢除時間。
而後無諸北上助漢擊楚，漢高祖封無諸為閩越王，封搖為东海王，分别建立閩越國和東甌國，閩中郡的建置不再出現，君長職位亦從此廢除。